# Epitrotonotus
Epitrotonotus is een geslacht van vlinders van de familie tandvlinders (Notodontidae), uit de onderfamilie Notodontinae.

## Soorten
- E. flavipunctatus (Gaede, 1928)
- E. vilis (Holland, 1893)